# Aigos Potamos
Aigos Potamos (în greacă veche Αἰγὸς Ποταμοί, „râul caprei”, sau Aegospotamos, în prezent Indjé-limen sau Galata) este un mic curs de apă situat în Chersonesul trac (Gallipoli), din Turcia. Egospotamos era un oraș situat la vărsarea râului în Hellespont (Dardanele), la câțiva kilometri nord de vechiul oraș Sestos.
Locul este celebru prin bătălia care s-a dus la vărsarea râului, în 405 î.Hr., între spartani și atenieni. Flota ateniană a fost distrusă de către spartanii trimiși de Lysandros⁠(d), ceea ce a pus capăt Războiului peloponesiac. Spartanii, conduși de Lýsandros, i-au surprins pe atenieni, care ancoraseră la vărsarea râului Aigos Potamos, în Tracia, și i-au învins categoric. Atenienii au fugit cu doar 20 dintre cele 180 de corăbii, iar spartanii au capturat și ucis aproape 400 de atenieni. Victoria a dus la marșul spartan către Atena și la capitularea atenienilor (în 404 î.Hr.)